# Аргунов, Абубекир Абдулахович
Абубекир Абдулахович Аргунов (15 ноября 1903, а. Атажукинский, Терская область, Российская империя — 15 сентября 1980) — советский партийный и государственный деятель, первый секретарь Черкесского обкома ВКП(б) (1937).

## Биография
Член ВКП(б) с 1929 г. 
В 1930 г. окончил Черкесскую школу советского и партийного строительства, в 1935 г. — Грозненскую высшую коммунистическую сельскохозяйственную школу.
- 1930—1931 гг. — заведующий избой-читальней, председатель сельского Совета (аул Зеюко Черкесской автономной области),
- 1931—1932 гг. — заведующий Партийно-массовым отделом редакции газеты «Красная Черкессия»,
- 1935—1936 гг. — инструктор Областного комитета ВКП(б) Черкесской автономной области,
- 1936—1937 гг. — секретарь Кувинского районного комитета ВКП(б) (Черкесская автономная область),
- июнь-сентябрь 1937 г. — первый секретарь областного комитета ВКП(б) Черкесской автономной области.

Осенью 1937 г. был арестован, в 1939 г. — освобождён.
- 1939—1941 гг. — председатель Черкесского областного Союза потребительских обществ
- 1941—1942 гг. — директор завода крайпродтреста в г. Черкесск,
- 1942 г. — начальник Черкесского областного управления государственного страхования.

Участник Великой Отечественной войны, гвардии лейтенант, награжден боевыми орденами и медалями.
- 1945—1948 гг. — заместитель председателя исполнительного комитета Областного Совета Черкесской автономной области,
- 1948—1950 гг. — заведующий Административным отделом Областного комитета ВКП(б) Черкесской автономной области,
- 1950—1953 гг. — редактор газеты «Черкес Плиж»,
- 1953—1956 гг. — заместитель председателя Черкесского областного Союза потребительских обществ по кадрам.

## Награды и звания
Награжден орденами Отечественной Войны II-й степени, Красной Звезды и «Знак Почёта».